# De Beers

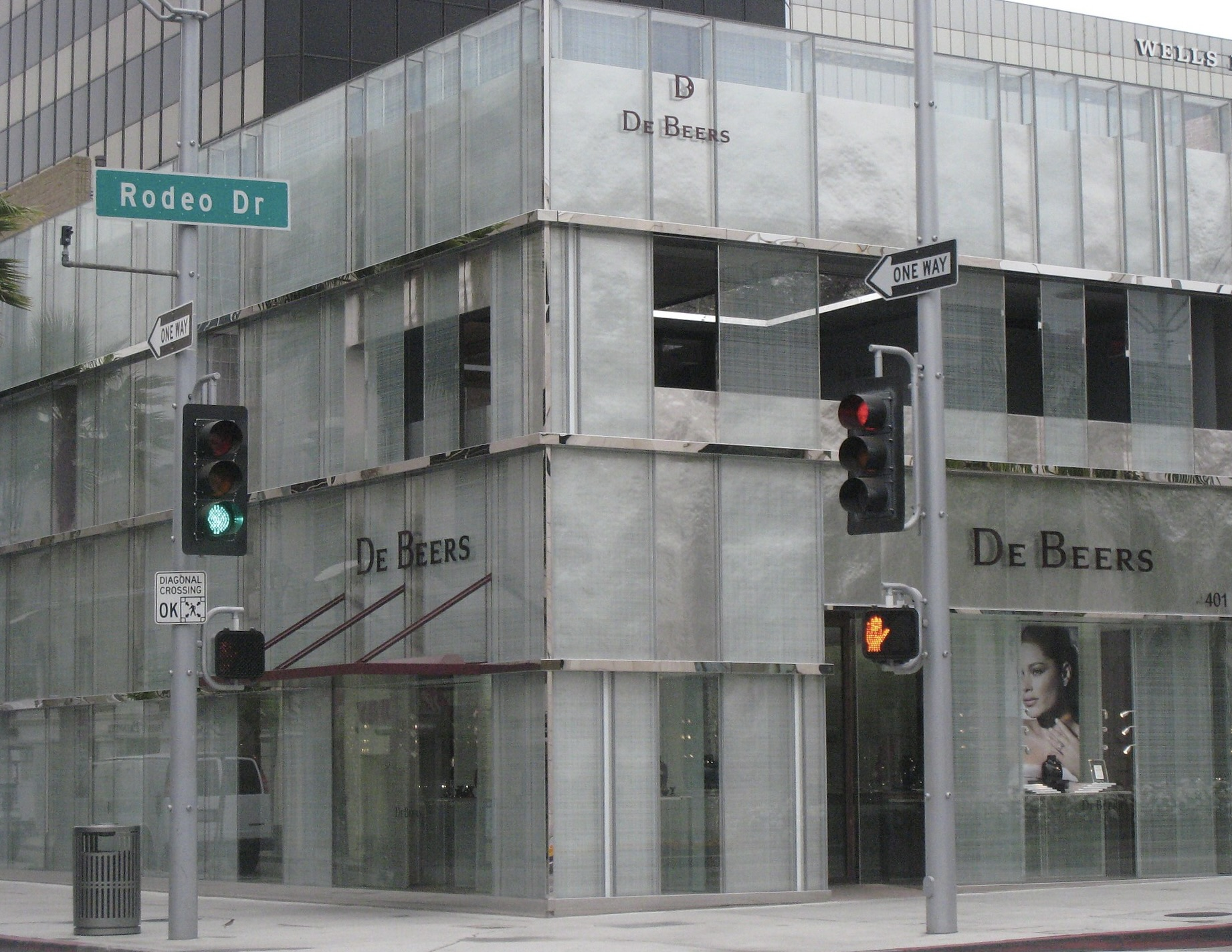
Filiaal van De Beers in de stad Beverly Hills in de Amerikaanse staat Californië

De Beers S.A. is een groot diamantbedrijf dat tot het begin van de 21e eeuw vrijwel een wereldmonopolie op diamant bezat. Sindsdien is dit monopolie afgebroken. 

## Activiteiten
In de jaren 2019 tot en met 2023 produceerde De Beers jaarlijks gemiddeld zo'n 31 miljoen karaat aan diamanten. Met circa 35% marktaandeel is het bedrijf nog steeds een van de grootste spelers in de diamanthandel. De mijnen liggen in Botswana, Canada, Namibië en Zuid-Afrika, waarbij Botswana veruit de belangrijkste is met een aandeel van zo'n 75% in de totale productie. 85% van de aandelen De Beers zijn in handen van het mijnbedrijf Anglo American en de overige 15% in handen van Botswana.
In Botswana is het bedrijf actief in de joint venture Debswana. In Debswana hebben Anglo American en Botswana elk 50% van de aandelen. Er zijn twee mijnen waarvan Jwaneng veruit het belangrijkst is. In Namibia werkt De Beers op een gelijke manier maar dan samen met Namibië. Hier worden diamanten op land gewonnen (Namdeb), maar de meeste diamanten komen uit zee (Debmarine Namibia). Venetia is een mijn in Zuid-Afrika en in Canada heeft het een belang van 51% in de Gahcho Kué mijn.
De diamanten worden gecontroleerd op de markt gebracht. De Beers bepaalt zelf in hoge mate de hoeveelheid en kwaliteit van de diamanten die het verkoopt. De verkopen vinden vooral plaats op tien zogenaamde sight sales waar een selecte groep kopers voor worden uitgenodigd. De Beers hanteert deze methode om de prijs van diamanten te sturen. In 2023 bood De Beers 24,7 miljoen karaat aan (2022: 30,4 miljoen) en de gemiddelde prijs was US$ 147/karaat (2022: US$ 197).

### Resultaten
In de tabel staan de productie- en verkoopcijfers van diamanten en enkele financiële gegevens van De Beers. De verkopen van diamanten fluctueren meer dan de productie. Ondanks de intentie om de diamantprijzen constant en hoog te houden, slaagt De Beers hier niet altijd in. De prijs per karaat heeft betrekking op ruwe diamanten, de kwaliteit van de aangeboden ruwe diamanten is geen constante en dat heeft ook een invloed op de gemiddelde prijs.
| Jaar | Productie diamant (in karaat) | Verkopen diamant (in karaat) | Opbrengst (in US$/karaat) | Omzet (in US$) | Genorm. EBIT (in US$) | Werknemers (×1) |
| ---- | ----------------------------- | ---------------------------- | ------------------------- | -------------- | --------------------- | --------------- |
| 2019 | 30,8                          | 29,2                         | 137                       | 4605           | 168                   | -               |
| 2020 | 25,1                          | 21,4                         | 133                       | 3378           | 0                     | 10.700          |
| 2021 | 32,3                          | 33,4                         | 146                       | 5602           | 620                   | 10.000          |
| 2022 | 34,6                          | 30,4                         | 197                       | 6622           | 994                   | 10.500          |
| 2023 | 33,9                          | 24,7                         | 147                       | 4267           | −252                  | 10.900          |

## Geschiedenis
Het bedrijf is ontstaan door een fusie tussen de diamantmijnen van Cecil Rhodes en die van Barney Barnato in 1888. De naam is afkomstig van de Afrikaner broers Diedrich Arnoldus en Johannes Nicolaas de Beer, eigenaars van de boerderij Vooruitzicht, waar in 1871 diamanten werden ontdekt. De broers verkochten hun land voor £ 6000.
In 1917 richtte Ernest Oppenheimer het mijnbouwbedrijf Anglo American Corporation op om goud te winnen in Zuid-Afrika. In 1926 kwam hij in het bestuur van De Beers nadat Anglo American een flink aandelenbelang had genomen in De Beers. In 1934 kwam zijn zoon, Harry Oppenheimer, ook in het bestuur en hij richt zich vooral op de marketing. Harry Oppenheimer werd in 1957 bestuursvoorzitter na het overlijden van zijn vader. In 1966 werd in het noorden van Botswana diamant aangetoond, wat in 1969 leidde tot de oprichting van Debtswana. In 2011 kocht Anglo American nog eens 40% van de aandelen voor US$ 5,9 miljard en vergrootte hiermee haar belang tot 85%. De resterende 15% van de aandelen zijn in handen van Botswana.
Het kartel van De Beers heeft zijn monopolie gebruikt om een kunstmatige diamantschaarste op te wekken, om zo de prijzen hoog te houden. 
De in veel culturen moderne traditie om diamant te geven bij een verloving is grotendeels gecreëerd door De Beers met behulp van een effectieve reclamecampagne, gestart in 1939.